# Лункавица (Тулћа)
Лункавица (рум. Luncaviţa) насеље је у Румунији у округу Тулћа у општини Лункавица. Oпштина се налази на надморској висини од 27 m.

## Становништво
Према подацима из 2002. године у насељу је живело 7074 становника, од којих су сви румунске националности.

### Хронологија
| Година       | 1992 | 1993 | 1994 | 1995 | 1996 | 1997 | 1998 | 1999 | 2000 | 2001 | 2002 | 2003 | 2004 | 2005 | 2006 | 2007 | 2008 | 2009 | 2010 | 2011 | 2012 | 2013 | 2014 | 2015 | 2016 | 2017 |
| ------------ | ---- | ---- | ---- | ---- | ---- | ---- | ---- | ---- | ---- | ---- | ---- | ---- | ---- | ---- | ---- | ---- | ---- | ---- | ---- | ---- | ---- | ---- | ---- | ---- | ---- | ---- |
| Становништво | 7288 | 7229 | 7204 | 7187 | 7153 | 7138 | 7217 | 7212 | 7196 | 7191 | 7171 | 7136 | 4818 | 4786 | 4763 | 4724 | 4625 | 4593 | 4560 | 4521 | 4478 | 4430 | 4392 | 4351 | 4302 | 4266 |